# Mysidia immaculata
Mysidia immaculata är en insektsart som beskrevs av Broomfield 1985. Mysidia immaculata ingår i släktet Mysidia och familjen Derbidae. Inga underarter finns listade i Catalogue of Life.